# 꾸아빠우
꾸아빠우(민난어 백화자: koah-pau, 한자: 割包, 刈包, 병음: guàbāo 과바오[*])는 삼겹살 루러우와 채소를 만터우에 끼운 음식으로, 대만 및 중국 푸젠에서 즐겨 먹는다.

## 이름
대만에서는 꾸아빠우(koah-pau, 割包, 刈包) 또는 이를 중국어화한 과바오(guàbāo)라 불린다. 표준 중국어식 한자음은 거바오(割包, gēbāo)나 이바오(刈包, yìbāo)이다.
다른 대만어 이름은 호까띠(hó͘-kā-ti, 虎咬豬)이며, 표준 중국어식 한자음은 후야오주(虎咬豬, hǔyǎozhū)이다.
홍콩 등 광둥어 사용 지역에서는 차바우(叉包, caa1 baau1)라 불린다.

## 같이 보기
- 쥐파바우